# 4417 Лекар
4417 Лекар (4417 Lecar) — астероїд головного поясу, відкритий 8 квітня 1931 року.
Тіссеранів параметр щодо Юпітера — 3,315.